# Andrea Falcon
Andrea Falcon (* 1965) ist ein italienischer Philosophiehistoriker auf dem Gebiet der antiken Philosophie.
Falcon studierte von 1984 bis 1990 Philosophie an der Universität Padua und erwarb dort die Laurea. Es folgte von 1992 bis 1995 ebendort ein Promotionsstudium, während dessen er 1994 zunächst am Balliol College, Oxford, dann am King’s College London Gaststudent war. Von 1997 bis 1999 absolvierte er ein Postdoc-Studium. Im Jahr 2000 war er Assistant Professor am Department of Philosophy der University of California at Berkeley, 2001 bis 2002 Lecturer am Department of Philosophy der Ohio State University, 2002 bis 2003 Assistant Professor am Department of Philosophy der University of Pittsburgh, 2003 bis 2005 dasselbe an der Virginia Tech, 2008 Associate Professor am Department of Classics der University of Pittsburgh. Von 2005 an war er Assistant Professor am Department of Philosophy der Concordia University, von 2008 bis 2020 Associate Professor ebendort, von 2020 bis 2022 Professor. Seit 2022 ist er dort Emeritus Professor. Seit 2018 ist er zugleich Professor am Dipartimento di Filosofia der Università degli Studi di Milano. 2008 war er Fellow am Institute for Advanced Studies, Princeton.
Seine Forschungsschwerpunkte sind Aristoteles, insbesondere dessen Theorie und Praxis der wissenschaftlichen Erklärung, sowie die Aristotelesrezeption in der Antike und darüber hinaus. Er hat zudem ausgewählte Aufsätze von Mario Mignucci herausgegeben.

## Schriften (Auswahl)
- mit Klaus Corcilius, Robert Roreitner: Aristotle on the essence of human thought (= Oxford Aristotle studies series). Oxford University Press, Oxford 2025, ISBN 9780198921790, Digitalisat.
- The architecture of the science of living beings: Aristotle and Theophrastus on animals and plants. Cambridge University Press, Cambridge 2024, ISBN 9781009426343.
- (Hrsg. mit Panos Dimas, Sean Kelsey): Aristotle, On Generation and Corruption Book II. Cambridge University Press, Cambridge 2022.
- (Hrsg. mit Stasinos Stavrianeas): Aristotle on How Animals Move: Aristotle’s De incessu animalium: Text, Translation, and Interpretative Essays. Cambridge University Press, Cambridge 2021.
- (Hrsg. mit Pierdaniele Giaretta): Ancient Logic, Language, and Metaphysics. Selected Essays by Mario Mignucci. Routledge, London 2019.
- Aristotelismo. Einaudi, Turin 2017.
- (Hrsg. mit David Lefebvre): Cambridge Critical Guides: Aristotle’s Generation of Animals. Cambridge University Press, Cambridge 2017.
- (Hrsg.): Brill's Companion to the Reception of Aristotle in Antiquity. Brill, Leiden 2016.
- Xenarchus of Seleucia: Aristotelianism in the First Century BCE. Cambridge University Press, Cambridge 2011.
- Aristotle and the Science of Nature. Unity without Uniformity. Cambridge University Press, Cambridge 2005.
- Corpi e movimenti. Studio sul De caelo di Aristotele e la sua tradizione nel mondo antico. Bibliopolis Editore, Neapel 2001.